# История Глухова
История Глухова — история города областного подчинения на севере Украины в Сумской области.

## Первое упоминание
Глухов впервые упоминается в Ипатьевской летописи в 1152 году как крепость. Но последние археологические разведки, осуществленные Государственным историко-культурным заповедником, свидетельствуют, что уже в начале нашей эры, то есть почти 1800—1900 лет назад, на месте современного Глухова было значительное поселение. В этом убеждают находки (на ул. Валовой) груболепной керамики позднезарубинецкой культуры II — III вв. н. э. В переулке Пожарном на глубине 3,5 м обнаружено 3 хозяйственных ямы. На дне каждой из них найдены фрагменты лепной позднезарубинецкой керамики с шершавой поверхностью и венчики горшков с косыми насечками. Керамика киевской культуры III—V вв. н. э., найденная на улице Красная Горка, свидетельствует о дальнейшем развитии поселения и расширении его границ.
На берегу Павловского озера собран материал колочинской культуры V—VII вв. Здесь обнаружена керамика, а также найдено скопление фрагментов древнего кирпича тёмно-серого цвета.

## Киевская Русь
Это же место облюбовали несколько позже и северяне. Об этом свидетельствует посуда X—XII веков, остатки которой найдены на берегу того же Павловского озера. Далее развитие городища, что уже в то время переросло в город, набирает неслыханный размах. О значимости Глухова и его величии свидетельствует несколько фактов как археологических, так и документальных. Город установил торговые связи с Киевом, а также Византией. Доказательство тому — находки вещей киевского происхождения, византийских монет, обломков византийских амфор. В то время Глухов был центром удельного княжества, окруженным рядом укрепленных городищ, прикрывавших его со всех сторон от нападения врагов. В первом летописном упоминании о городе (указана точная дата 13—14 декабря 1152 года) автор объясняет, почему воины именно его выбрали для отдыха. Оказывается, только такой богатый город, как Глухов, был в состоянии прокормить большое войско: «Тогда же пошли с Юрием, - а не отказали ему, — Ярославич Ростислав с братьями и с рязанцами, и с Муромцами, а также и половцы, и Оперлюи, и Токсобичи, и весь половецкий народ, сколько их межи Волгой и Днепром. И пошли они туда, на Вятичи, и отже взяли их там, пойдя на город их Мценск. А оттуда пошли на грода Спаш и на Глухов и здесь стали».
В пользу этого свидетельствуют находки скоплений древнерусского кирпича — плинфы, поскольку известно, что из плинфы строили исключительно монументальные сооружения — храмы или княжеские дворцы. Каменные сооружения времен Киевской Руси, к сожалению, не дошли до нашего времени. О надёжной укрепленности города свидетельствует второе упоминание Глухова в летописи под 1169 годом, когда князь Андрей Юрьевич, уйдя на Суздаль, на время похода прятал свою семью в Глухове.

## Монголо-татарское нашествие
В 1239 году на Русь накатила орда. Не обошла злая судьба и Глухов, но, в отличие от большинства древних городов, он не был уничтожен монголами, хотя археологические исследования округа города свидетельствуют о том, что большинство укрепленных городищ, которые защищали Глухов со всех сторон, были уничтожены в XIII в., возможно, именно в 1239 году.
С 1247 года городом и окружающими землями владели потомки черниговских князей — Семён Михайлович, затем его сын Михаил Семёнович, а позже внук — Семён Михайлович. Глухов входил в состав «Черниговской тьмы» — административно-налоговой единицы в составе Золотой Орды. Вероятно, что Глухов неоднократно страдал от набегов ордынцев, но прямых свидетельств о полном уничтожении города в летописях мы не встречаем.
В начале XIV в. восточные земли Руси уходят в Литву, а со второй половины XIV в. в Литву присоединяется и Чернигово-Северская земля, в состав которой входил и Глухов. В 1352 году «… бысть мор силен зело, в Глухове ни один человек не остался: вси изомроша». Так писал тогдашний летописец. После этой напасти глуховские князья переселяются в Новосиль и становятся князьями Новосильскими. Позже один из потомков глуховских князей — Степан Новосильский — участвовал в Куликовской битве (1380) и даже спас от гибели Дмитрия Донского.
После Кревской унии 1385 года и объединения Великого княжества Литовского с Королевством Польским глуховские земли стали окраиной Польско-Литовского государства. К российскому государству город отошел в результате победы русских войск над Литвой в войне 1500—1503 годов. В 1618 году по условиям Деулинского перемирия, заключенного после очередной войны Речи Посполитой, Глухов вошел в состав Польши как пограничный город, был расширен и укреплен. Именно в этот период Глухову пожаловано Магдебургское право.
Глуховчане активно участвовали в общенародной борьбе за возрождение государственности Украины. В 1648—1657 гг. город получил статус сотенного и вошел в состав Нежинского полка. В 1663—1665 годах существовал отдельный Глуховский полк, который возглавляли Кирилл Гуляницкий (1663—1664) и Василий Черкашеница (1664—1665). Именно в январе-феврале 1664 года город выдержал пятинедельную осаду польского войска во главе с королём Яном Казимиром, что двигалось на Москву. Это радикально изменило следующий ход событий, которые завершились разгромом чужаков под Новгород-Северским.

## Гетманская столица
В марте 1669 года Глуховская рада с посланцами казаков и мещан избрала гетманом Левобережной Украины Демьяна Многогрешного (1669—1672). На совете были подписаны «Глуховские статьи», которые имели большое значение в деле восстановления функций казацкого самоуправления и возвращения правовой силы соглашения Богдана Хмельницкого с Москвой. В начале XVIII в. Глухов был одним из самых красивых городов Украины. В 1703 году, путешествуя к Святой земле, его посетил российский паломник И. Лукьянов и показал, что Глухов «лучше Киева строением»: «Зело лихоманы хохлы затейливые к хоромному строению». В XVIII в. город оказался в центре исторических событий, связанных с Северной войной (1700—1721). Узнав о переходе гетмана Ивана Мазепы на сторону шведского короля Карла XII, русский царь Петр I приказал разрушить его резиденцию в Батурине, а украинской старшине собраться в Глухове для выборов нового гетмана.
6 ноября 1708 года Глухов стал столицей гетманской и Левобережной Украины, резиденцией гетманов Ивана Скоропадского (1708—1722), Д. Апостола (1727—1734), К. Разумовского (1750—1764), местом расположения первой (1722—1727) и второй (1764—1782) Малороссийской коллегии, Генеральной военной канцелярии, других государственных учреждений.
О статусе столицы свидетельствует и герб Глухова, созданный именно в этот период. Его разработкой, как и разработкой гербов всех городов Российской империи, занималась герольдмейстерская контора. Петр в 1724 году пригласил в Россию графа Ф. Санти «для отправления геральдического художества». В 1729—1730 годах завершилось составление так называемого «знаменательного гербовника», в который был включен герб Глухова: «Поле разделено на четыре части: в верхней голубой — две крестоподобно положены булавы; в нижней зеленой — округленный стул; в левой белой — красный флаг; в правой желтой — на зеленой земле бунчук с красным древком». При составлении Глуховского герба использовались рисунки из широко популярной в петровские времена книги «Символы и эмблемы».
Как свидетельствуют архивные документы, этот вариант герба был утверждён только в 1782 году Екатериной II, причем с изменением цветов. В верхней — синей — части размещены две перекрещенные золотые булавы, в левой — серебряной — казацкий красный флаг с государственным российским гербом, в правой — золотой — бунчук с красным древком, в нижней — зелёной — золотой постамент (печать). Изображение Российского государственного флага, а также булавы и бунчука — знаков гетманской власти — свидетельствует о статусе Глухова как гетманской столицы.
По мнению В. Вечерского, современного исследователя истории украинской архитектуры, «в течение XVIII в. Глухов был своеобразной градостроительной лабораторией для всей Украины: здесь впервые осуществлена регулярная планировка и создан классицистический дворцово-парковый ансамбль, возведено самое большое сооружение — Малороссийская коллегия».
Установить, каким именно был в то время столичный город, помогают старинные планы. Старейший из них — план 1724, составленный «кондуктором Валленом» после смерти гетмана Ивана Скоропадского во времена первой Малороссийской коллегии.
Высокие земляные валы с бастионными выступами окружали город на возвышенном левом берегу реки Эсмань. В валах земляной крепости было построено 5 ворот, которые назывались по направлениям главных дорог: Киевская, Московская, Путивльская, Белополевская, Михайловская.
Среди одноэтажной деревянной застройки возвышались купола каменных церквей и колоколен Успенско-Преображенского девичьего монастыря, Николаевской, Анастасиевской, Михайловской церкви, других деревянных храмов. За пределами крепости расположилась «загородная» деревянная Спасо-Преображенская церковь. В центральной части города — к востоку от Николаевской церкви — был расположен квартал с гетманской резиденцией и архитектурным ансамблем правительственного центра: личный двор гетмана, помещения Генеральной военной канцелярии, генерального военного суда, других государственных учреждений.
Главное отличие Глухова от городов Западной Украины и Европы состояло в системе планирования и застройки. Город имел широкий форштадт (пригород), поэтому система расселения на нём характеризовалась разбросанностью и низкой плотностью застройки. Планирование пригородов было нерегулярным, с большими по размерам кварталами. Направления улиц определялись рельефом, водными бассейнами, направлениям главных путей на Киев, Москву, Конотоп, Путивль.
В середине XVIII века Глухов состоял из крепости (центральной части) с мощными фортификационными сооружениями, которые повторяли рельеф местности, и четырех пригородов: Белополевки, Усивки, Веригина, Красной Горки. Внешняя линия городских укреплений включала в себя не менее 12 башен и имела протяженность около 2300 метров. Главная Мостовая (или Старая) улица пересекала крепость с запада на восток, а её, в свою очередь, — 6 поперечных улиц, среди которых выделилась основная — Путивльская. На пересечении двух главных улиц образовалась большая центральная площадь, где были расположены культовые, общественные и правительственные здания, рынок. Городские кварталы выглядели многоугольниками.
Вся эта застройка была за считанные часы уничтожена пожаром 23 мая 1748 года. Указом Сената от 28 июня 1748 года предполагалось впервые на Украине отстроить город по единому регулярному плану с прямыми улицами и переулками. План Глухова разработали известные архитекторы И. Мергасов и А. Квасов, которые руководили последующей застройкой города. Это планирование XVIII в. сохранилось и по сей день и легко узнается в современных узорах, образованных улицами, площадями, скверами и парками. Предполагалось, что украшением столицы станет гетманский дворец. А. Квасов в 1749 году разработал проект гетманских «палат итальянской архитектуры» в стиле барокко. Для реализации этого проекта и для осуществления других строительных работ гетман К. Разумовский создал новую административную структуру «Экспедицию Глуховского и Батуринского Строения». Строительство дворца продолжалось довольно долго — с 1749 до 1757 года — в Веригинском пригороде, но, к сожалению, так и не было завершено.
Дворец, хотя и деревянный, не должен был уступать петербургским и московским. Но он не отвечал разборчивым вкусам гетмана. К. Разумовский писал в 1757 году канцлеру М. Воронцову, что «вынужден настоящего лета начать каменный дом в Батурине». По иронии судьбы, гетман, хотя и прожил 75 лет, так и не дождался завершения строительства батуринского дворца.
Во времена Гетманщины Глухов стал центром разработки основных положений идеологии украинской государственности. Именно здесь наказной гетман Павел Полуботок отстаивал права и вольности украинского народа. Сохранились дневники генеральных канцеляристов М. Ханенко, Я. Маркевича, П. Борзаковского, П. Ладинского.
С историей города связаны имена переводчика Генеральной военной канцелярии С. Дивовича, автора стихотворного диалога «Разговор Великороссии с Малороссией», членов второй Малороссийской коллегии — украинского философа, просветителя-демократа Якова Козельского и одного из представителей украинской историографии П. Симоновского.
Глухов XVIII века — это не только административный, но и художественный центр Украины. В нём были созданы любительский и профессиональный театры. В 1730 году открылась Глуховская певческая школа, где в своё время учились выдающиеся деятели мирового музыкального искусства композиторы М. Березовский (1745—1777) и Д. Бортнянский (1751—1825).
Глуховчане гордятся памятником архитектуры мирового значения — Николаевской церковью, построенной в 1693 году по проекту архитектора М. Ефимова. Она была главным общественным сооружением гетманщины. Перед ней на вечевой площади проходили казацкие рады, в ней «наставляли» на гетманство Скоропадского, Апостола, Разумовского. Храм, который отмечается компактностью, выразительностью и одновременно монументальностью, стал доминантой архитектурного ансамбля современного Глухова.

## XIX век
На этом же вечевой площади в 1962 году стоял уникальный Троицкий собор. История его является драматической. Строительство храма началось в 1720 году и продолжалось более восьми десятилетий. Работы прерывались двумя пожарами (1748 и 1784). В 1759 году, когда уже возводились бане, рухнула высокая колокольня, расколов собор почти пополам. Строительство завершилось в 1805 году, но в 1962 по решению городской и областной власти собор взорвали. Только 30 лет спустя на его месте в память о многострадальном храме была установлена мемориальная доска.
По указу Сената в 1782 году на Левобережную Украину распространилось административно-территориальное устройство России, в результате чего Глухов потерял статус столицы и на правах «обычного» города вошёл в состав Новгород-Северского наместничества. Вот каким описал Глухов первой половины XIX в. Т. Шевченко в своей повести «Капитанша»: «Погода <…> стояла хорошая, улицы были почти сухи, и я пошёл шляться по городу, отыскивая то место, где стояла знаменитая Малороссийская коллегия и где стоял дворец гетмана Скоропадского <…> . Но где же эта площадь? Где этот дворец? Где коллегия <…>? Где всё это? И следу не осталось! Странно! А все это так недавно, так свежо! Сто лет каких-нибудь мелькнуло, и Глухов из резиденции малороссийского гетмана сделался самым пошлым уездным городком».
По данным переписи 1897 года в Глухове жили 14 828 человек, из них 8 621 (58,14 %) указали украинский (в переписи — «малорусский») язык родным, идиш («еврейский») — 3 837 (25,88 %), русский («великорусский») — 2 217 (14,95 %), другие языки — 153 (1,03 %).

## Терещенко
Но уже в середине XIX в. Глухов, благодаря своему расположению на главном пути между Киевом и Москвой, занял ключевые позиции в торговом деле. Он стал центром хлебной торговли всей Левобережной Украины. Настоящее экономическое и культурное возрождение города связано с предпринимательской и благотворительной деятельностью семьи Терещенко, широко известной в Российской империи и за её пределами. Первым, кто стал известным из этого рода, был Артемий Яковлевич Терещенко. Он переселился в Глухов из села Локоть, расположенного в 40 верстах от города, и вместе с женой Ефросиниею Григорьевной (урождённой Стеслявскою) занялся мелкой торговлей. Сначала торговали с лотка, затем открыли собственную небольшую лавку. Артемий Яковлевич имел в Глухове свой дом, был хорошим семьянином. Здесь родились его сыновья — Николай, Федор и Семен — и дочь.
Во время Крымской войны (1853—1856) он разбогател на поставках корабельного леса и провианта для российской армии. Занимаясь торговлей, Артемий Яковлевич одновременно погрузился в плодотворную общественную деятельность, ставшую традиционной для всей семьи. В 1842—1845 годах он был бургомистром Глуховского городского магистрата, с 1846 года — неизменным старостой Трех-Анастасиевской церкви, награждён золотой медалью Священного Синода. Вместе с купцом Г. Беловским Артемий выделил средства на строительство «Присутственных мест», построенных в 1856 году на фундаменте второй Малороссийской коллегии. В фондах Киевского музея русского искусства хранится портрет седовласого А. Терещенко с орденом Станислава II степени на шее. Этим орденом награждали отличившихся в благотворительности. Царский указ от 12 марта 1870 дарил купцу Артемию Терещенко потомственное дворянство, а следовательно — и трём его сыновьям, которые продолжили дело отца.
… В то доброе старое время, когда Артемий и Евфросиния Терещенко без всякой обиды для себя назывались «рублями», в их семье 14 октября 1819 года (по старому стилю) родился первенец — сын Николай. Будучи от рождения мальчиком умным и сообразительным, Николай сам подготовился к вступлению в Глуховское уездное училище. Еще юношей он самостоятельно взялся за новое для него дело, хлебную торговлю, и повел её с большим искусством. Николай Терещенко, познакомившись со многими местными помещиками, смог понравиться им и войти в доверие, и они охотно отпускали ему без денег хлеб. Но только ему, потому что Николай аккуратно выплачивал свои долги. Не было случая в молодости, а тем более в старости, чтобы Николай Артемьевич без уважительной причины нарушил данное им слово или обещание.
Терещенко всегда помнил о своей родине. Просветительско-благотворительная деятельность этой семьи открыла новую страницу развития Глухова, развитию и благоустройству которого они отдавали свою собственную работу, энергию, духовные силы и средства. Эта деятельность сосредоточена на заботе о здравоохранении и образовании прежде всего малоимущих слоев населения. На культурное возрождение города Николай Артемьевич потратил почти 1 500 000 рублей. В 1871 году Артемием Терещенко был основан приют для сирот и детей бедноты, для чего он выделил значительную сумму: на строительство дома (ныне школа N 3) и на его содержание. В память матери, братья Терещенко основали в 1879 году бесплатную больницу св. Евфросинии (ныне помещение поликлиники). В Уставе этого общества была сделана запись, что на содержание больницы они ежегодно будут отчислять 2 процента от прибыли, а для сиротского приюта — 3, поэтому по отчету 1893 года это составило соответственно 27 000 и 40 000 рублей.
Заботясь о здоровье глуховчан, Николай Артемьевич согласился финансировать строительство новой земской больницы на углу улицы Квасниковской (ныне ул. К. Маркса) и Красной. Проект больницы в виде трех деревянных корпусов-павильонов выполнил украинский архитектор В. Николаев. Первый (мужской) корпус построен в 1880 году, второй (женский) — между 1880—1890 годами, а инфекционный — в 1895.
Центром просвещения с мощным научно-методическим потенциалом стал открытый в Глухове в 1874 году первый на Украине учительский институт. Для института Глуховское земство отдало недостроенный корпус земской больницы части усадьбы стоимостью 20000 рублей. По проекту киевского архитектора П. Шлейфера его достроили и приспособили к занятиям уже через два года.